# Gymnophryxe carthaginiensis
Gymnophryxe carthaginiensis är en tvåvingeart som först beskrevs av Bischop 1900.  Gymnophryxe carthaginiensis ingår i släktet Gymnophryxe och familjen parasitflugor. Inga underarter finns listade i Catalogue of Life.